# Jaczno (powiat sokólski)
Jaczno (białorus. Ячнае) – wieś w Polsce położona w województwie podlaskim, w powiecie sokólskim, w gminie Dąbrowa Białostocka.
Jaczno jest siedzibą prawosławnej parafii Zmartwychwstania Pańskiego. Natomiast wierni kościoła rzymskokatolickiego należą do parafii Ofiarowania Najświętszej Maryi Panny w Różanymstoku.

## Historia

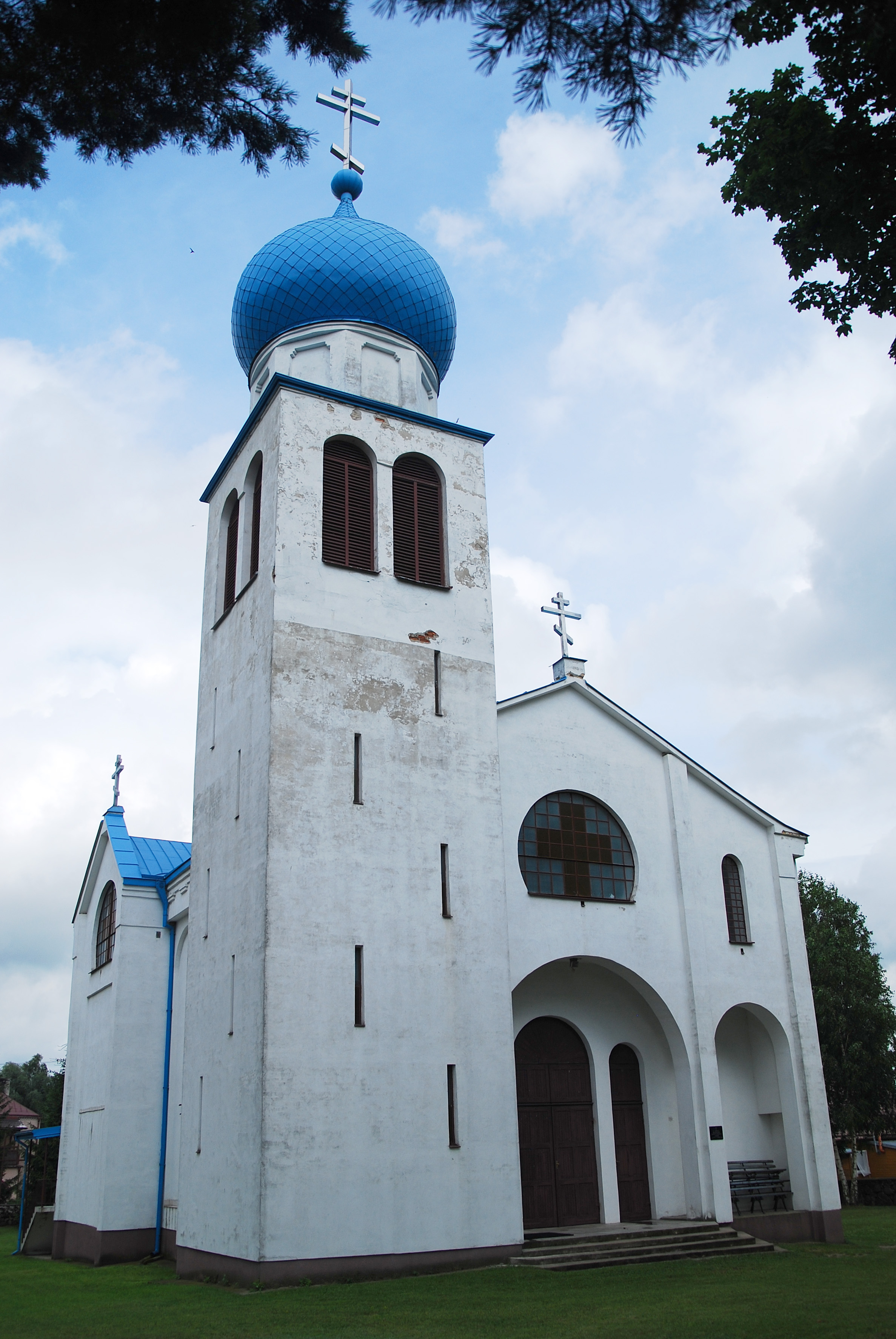
Cerkiew parafialna Zmartwychwstania Pańskiego

Jaczno to dawna wieś królewska ekonomii grodzieńskiej, która w końcu XVIII wieku położona była w powiecie grodzieńskim województwa trockiego Wielkiego Księstwa Litewskiego.
Według Pierwszego Powszechnego Spisu Ludności z 1921 r. wieś Jaczno liczyła 149 mieszkańców (80 kobiet i 69 mężczyzn) zamieszkałych w 30 domach. Większość mieszkańców miejscowości zadeklarowała wówczas wyznanie prawosławne (81 osób), pozostali zgłosili wyznanie rzymskokatolickie (68 osób). Podział religijny mieszkańców miejscowości pokrywał się z ich strukturą narodowo-etniczną, gdyż 78 mieszkańców zadeklarowało narodowość białoruską, zaś pozostali zgłosili kolejno:  narodowość polską (68 osób) i narodowość rosyjską (3 osoby).
W 1944, w czasie walk radziecko-niemieckich o wieś Jaczno -   został ranny batiuszka Mikołaj Niesłuchowski, późniejszy arcybiskup białostocki i gdański Nikanor, jego żona Olga wówczas zginęła. 
W latach 1975–1998 miejscowość administracyjnie należała do województwa białostockiego.
Wieś w 2011 roku zamieszkiwały 72 osoby.

## Religia
We wsi znajdują się 2 cerkwie prawosławne:
- parafialna – pod wezwaniem Zmartwychwstania Pańskiego,
- cmentarna – pod wezwaniem Świętych Niewiast Niosących Wonności.

We wsi znajduje się cmentarz prawosławny założony w XIX wieku.